# Andonville
Andonville je francouzská obec v departementu Loiret v regionu Centre-Val de Loire. Žije zde 252 obyvatel.

## Poloha obce
Obec leží na severu departementu Loiret u trojmezí departementů Loiret – Eure-et-Loir – Essonne, tedy i u hranic regionu Centre-Val de Loire s regionem Île-de-France.

### Sousední obce
| Růžice kompasu |                                    | Angerville (Essonne) |                  | Růžice kompasu |
| Růžice kompasu | Rouvray-Saint-Denis (Eure-et-Loir) | Sever                | Autruy-sur-Juine | Růžice kompasu |
| Růžice kompasu | Rouvray-Saint-Denis (Eure-et-Loir) | Andonville           | Autruy-sur-Juine | Růžice kompasu |
| Růžice kompasu | Rouvray-Saint-Denis (Eure-et-Loir) | Jih                  | Autruy-sur-Juine | Růžice kompasu |
| Růžice kompasu | Boisseaux                          | Erceville            |                  | Růžice kompasu |